# Debeljak
Debeljak je naselje u sastavu općine Sukošan, u Zadarskoj županiji.
Pod naselje Debeljak pripadaju zaseoci Debeljak, Podvršje Gornje, Podvršje Donje i Dubrava.
Do političko-teritorijalne reorganizacije Republike Hrvatske 1992., Debeljak je pripadao tadašnjoj općini Zadar.

## Zemljopis
Naselje Debeljak je smješteno sjeveroistočno od glavnog sjedišta općine, Sukošana, udaljenog oko tri kilometara zračne linije, oko jedan kilometar udaljeno od mora od kojega ga dijeli brdo Tustica.

### Prometna povezanost
Debeljak je povezan sa Sukošanom županijskom prometnicom Ž6041. Izgradnjom brze ceste Zadar 2 – Gaženica (kolokvijalno nazvane "Kalmetina", po Božidaru Kalmeti, bivšem ministru mora, prometa i infrastrukture) i prilazne ceste  (kolokvijalno nazvane "Zdravkina", po Zdravku Jeraku, dugogodišnjem šefu zadarskih Hrvatskih cesta), povezan je sa Zadrom od kojeg je udaljen desetak minuta vožnje.
U blizini Debeljaka nalazi se Zračna luka Zadar, kao i Marina Dalmacija. Debeljak ima izravnu povezanost s autocestom A1 preko brze dvotračne ceste, a kroz Debeljak prolazi i željeznička pruga Knin – Zadar.

## Stanovništvo
Prema popisu iz 2021. naselje ima 895 stanovnika.
| broj stanovnika |       |       | 7     | 508   | 653   | 584   | 557   | 501   | 894   | 936   | 1165  | 941   | 871   | 946   | 903   | 919   | 895   |
|                 | 1857. | 1869. | 1880. | 1890. | 1900. | 1910. | 1921. | 1931. | 1948. | 1953. | 1961. | 1971. | 1981. | 1991. | 2001. | 2011. | 2021. |

Do 1880. stanovništvo Debeljaka je uračunato pod stanovništvo Sukošana
Prema popisu stanovništva iz 1991., mjesto Debeljak je imalo 946 stanovnika, sljedećeg nacionalnog sastava: Hrvati 936 (98,94%), Srbi 2 (0,21%), ostali 1 (0,10%), nepoznato 7 (0,73%).[nedostaje izvor]
Najčešća prezimena u Debeljaku su Peljušić, Piljušić, Jerak, Pavić, Gambiraža, Dražić, Medić, Torbarina, Ročak, Smolić, Smolić-Ročak, Strenja, Štrenja, Marinović, Raspović, Peričić i Rogoznica.

## Povijest
Debeljak se prvi put spominje na blagdan Sv. Martina 11. studenog 1504. godine, pod imenom Račice, kada se slavio zaštitnik župe Sv. Martina u Prljanama. Na okupu su bili svećenici glagoljaši iz okolnih mjesta, među kojima i župnik župe Sv. Marije iz Račica (današnji Debeljak). Sredinom 16. stoljeća spominje se po prvi put i Podvršje (Podversie).
U doba turskih provala na zadarsko područje u drugoj polovini 15. stoljeća Debeljak je potpuno napušten. Stanovništvo se preselilo u Sukošan, na obližnje otoke, pa i dalje.
Konačnim prestankom turskih napada godine 1679., pojedine obitelji iz Sukošana sele se u zaselak nazvan Debeljak po dobrim njivama i pašnjacima.
Debeljak je u svakom političkom, vjerskom i ekonomskom pogledu povezan sa Sukošanom, te je stoljećima pratio i povijest Sukošana.
Početkom Domovinskog rata, dana 18. rujna 1991. mještani Sukošana i Debeljaka, hrvatski bojovnici i redarstvenici spriječili su prodor agresora na prilazu Sukošanu, a taj dan se slavi kao Dan općine Sukošan i Dan obrane Sukošana i Debeljaka.
Iz Debeljaka je, po službenoj evidenciji, tijekom Domovinskog rata smrtno stradalo 6 hrvatskih bojovnika (Mladen Strenja, Marin Jerak, Šime Smolić, Dubravko Torbarina, Ivica Smolić i Darko Torbarina), a Milorad Torbarina iz Debeljaka je bio prva civilna žrtva rata na zadarskom području.

## Gospodarstvo
Gospodarska je osnova poljodjelstvo, vinogradarstvo, maslinarstvo i voćarstvo.
Debeljak je najpoznatiji po vrlo cijenjenim trešnjama, "debeljačkim strišnjama".

Zaseok Gornje Podvršje je zaseok s najviše obrta u Zadarskoj županiji.

## Poznate osobe
- Zdravko Jerak, stručnjak niskogradnje i prometa, bivši košarkaš (1944. - )
- Ivica Jerak, narednik američke vojske (1962. – 2005.)
- Branimir Strenja, gospodarstvenik i veleposlanik RH u Narodnoj Republici Kini (1935. – 2014.)
- akademik Josip Torbarina, prevoditelj (1902. – 1986.)
- Ivan Županović, član poznatih zadarskih grupa Forum i Calypso (1980. - )

## Znamenitosti
- Crkva Uznesenja Blažene Djevice Marije

Posvetio ju je 15. kolovoza 1970. zadarski nadbiskup Marijan Oblak. Crkva je jednobrodna sa sakristijom, oltar mramorni prema puku, iza njega svetohranište, krstionica mramorna; u crkvi su još drveni kipovi Gospe od Zdravlja i sv. Ante Padovanskog. Uz crkvu je i zvonik s dva zvona izgrađen 1973.
Prema evidenciji Državne uprave za zaštitu kulturne i prirodne baštine, na području Debeljaka nepokretni spomenici kulture su još i:
- Čičikan, prapovijesna gradina
- Crkvina, ostaci srednjovjekovne crkve u blizini Račanske lokve
- pučko graditeljstvo u Debeljaku

## Obrazovanje
- Područna škola Debeljak
- Dječji vrtić Debeljak

## Šport
Debeljak ima Sportski centar "Ivica Jerak", nazvan po naredniku američke vojske koji je kao pripadnik antiterorističke postrojbe američkih snaga poginuo u Iraku u kolovozu 2005. godine. Zapovjedništvo američke vojske u Europi u znak zahvalnosti i sjećanja, doniralo je 130 tisuća američkih dolara za sportski centar i adaptaciju škole.
Na području Debeljaka, aktivno je više športskih klubova:
- Nogometni klub "Debeljak"
- Boćarski klub "Debeljak"
- Boćarski klub "Gornje Podvršje"

## Vanjske poveznice
|  | Zajednički poslužitelj ima još gradiva o temi Debeljak |

|  | Portal Hrvatske – Pristup člancima s tematikom o Hrvatskoj. |